# Norman Atlantic

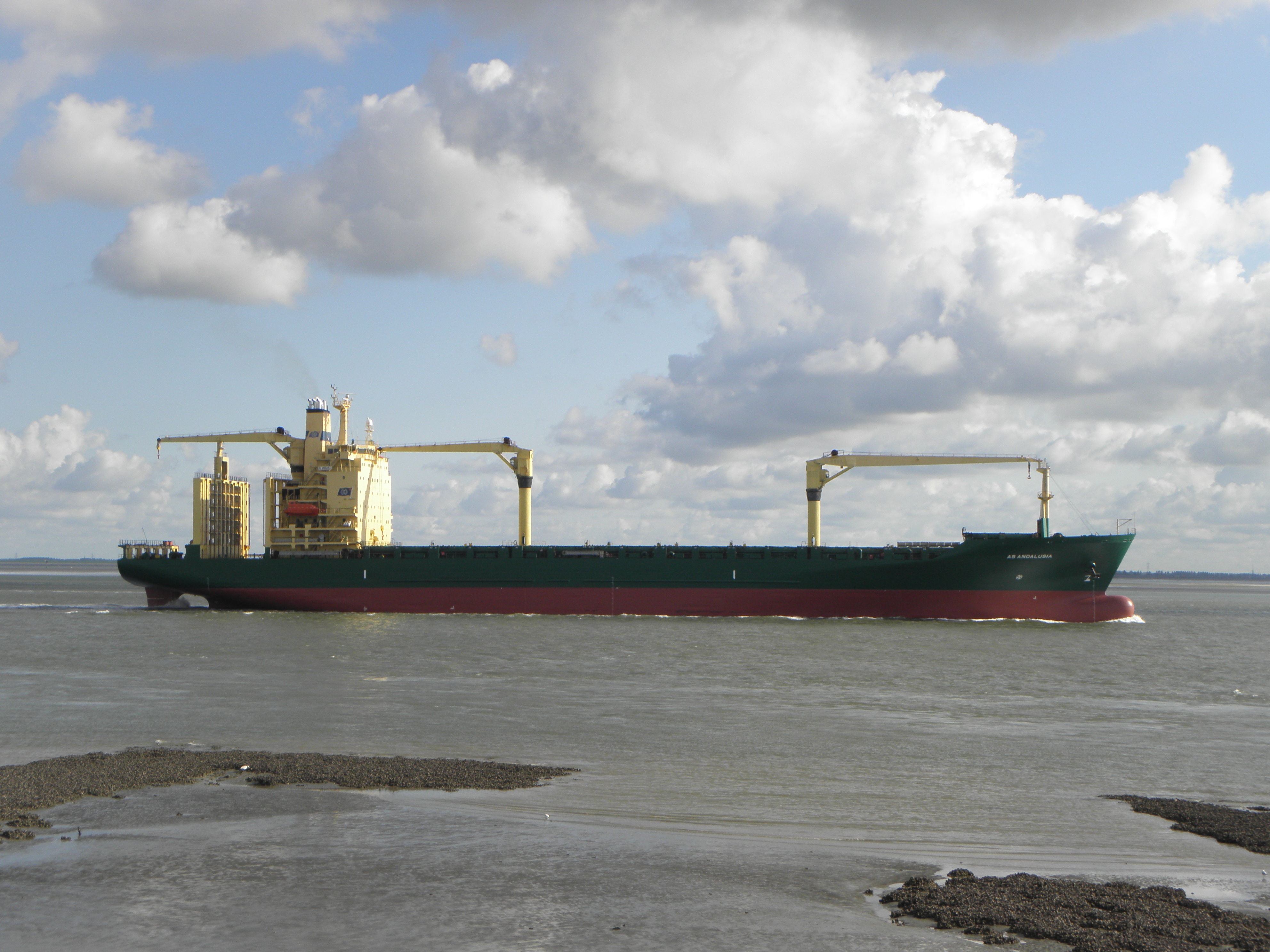
Le Spirit of Piraeus a sauvé 49 personnes d'un canot de sauvetage (précédemment nommé AS Andalucia comme sur cette photo de 2011).

Le Norman Atlantic est un ferry affrété par la compagnie grecque ANEK Lines qui assurait la liaison entre Patras et Ancône. Le navire a été mis en exploitation en 2009 sous le nom de Akeman Street pour la compagnie Ermine Street Shipping Co Ltd, Royaume-Uni.  Sa capacité de passagers a été fixée à 850 passagers et peut recevoir des véhicules (automobiles et camions) sur 2,286 mètres de voies de garage. Entre février et avril 2010 le traversier était utilisé pour le T-Link. À la suite d'un radoub en mai 2011, le navire a été nolisé et rebaptisé Scintu en juin 2011. En janvier 2013, le navire est à nouveau nolisé, cette fois par Grande Navi Veloci.  En octobre 2013, nouveau nolisement pour la compagnie LD Lines pour une liaison entre l'Irlande, la France et l'Espagne. Le navire est rebaptisé Norman Atlantic en janvier 2014. En septembre 2014, le Norman Atlantic est nolisé par Caronte & Tourist, suivi d'un autre nolisement en décembre 2014, cette fois par la compagnie grecque ANEK Lines.

## L'incendie

Route prévue et localisation du Norman Atlantic naufragé.

### L'accident
Au cours de la nuit du 28 décembre 2014, alors qu’il venait de quitter le port d’escale Igoumenitsa sur le trajet de Patras, Grèce vers Ancône, Italie, le traversier Norman Atlantic a été victime d’un incendie qui s’est déclaré sur un des ponts garage. L’incendie qui se serait déclaré entre 5 et 6 heures du matin est rapidement devenu hors de contrôle, forçant le commandant à transmettre un appel de détresse. Les conditions météo étaient alors défavorables, dans la pluie et avec un fort vent du nord-est qui soufflait à ce moment-là. Selon les informations disponibles, le navire se trouvait approximativement à 44 milles nautiques (environ 81 km) au nord-ouest de l’île de Corfou. Selon le manifeste, le navire transportait 222 véhicules (automobiles et camions) et 475 personnes, dont un équipage de 55 personnages. Selon certains témoignages, les alarmes d’incendie n’ont pas fonctionné sur tous les ponts et la chaleur s’est rapidement propagée, provoquant des déformations de structures et forçant les passagers et les membres d'équipage vers les ponts supérieurs.
Une des deux embarcations rigides a pu être mise à la mer mais n'a été que partiellement remplie (49 occupants). Selon d’autres témoignages, c’est au moment d’évacuer le pont supérieur par un dispositif tubulaire d'évacuation que la première victime a perdu la vie. L’accident semble s’être produit dans les eaux territoriales grecques, à proximité des côtes de l'Italie (à l'ouest) et de l'Albanie (à l'est). Il n'a pas été possible de mettre à la mer l'embarcation tribord qui aurait été détruite par l'incendie.
En date du 10 janvier 2015, les témoignages des passagers font état de l’absence d’alarme incendie, d’un équipage débordé par la situation et de la grande difficulté de tenter un abandon du navire d’une façon ordonnée. Une seule embarcation rigide a été mise à la mer avec quarante-neuf personnes, et les reportages vidéo montrent au moins un radeau de sauvetage de grande capacité à la dérive mais sans aucun occupant à l’intérieur. Selon les informations fournies, les deux embarcations de sauvetage disposaient chacune d'une capacité de 150 personnes.
Les quarante-neuf occupants de l’unique embarcation utilisée ont été sauvés avec beaucoup de difficultés par le porte-conteneurs Spirit of Piraeus puis évacués dans le port italien de Bari.

### Les causes
D'après les premiers témoignages, l'incendie aurait son origine d'un des ponts garage où sont stationnés les véhicules pendant la traversée.

## L'équipage
Au moment de l'incendie, on compte approximativement 56 membres d'équipage.
Pour un navire de cette dimension, aux prises avec un incendie hors de contrôle sur le pont garage, par mauvais temps, on peut effectivement supposer qu'au moins la moitié de l'équipage était affectée à la situation d'urgence, ce qui laissait peu de personnel pour s'occuper des passagers. Quelques témoignages laissent supposer que l'équipage était débordé et semblait peu familier avec le navire. Le commandant du Norman Atlantic, le capitaine Argilio Giacomazzi, aurait été le dernier membre d'équipage à quitter le navire.

## Les passagers
Au moment du naufrage, il y avait près de 422 passagers, en majorité des Grecs, mais aussi des Turcs, des Italiens, des Albanais, des Allemands, des Suisses, des Français, des Russes, des Autrichiens, des Britanniques et des Néerlandais. Cependant, ANEK Lines annonce 478 passagers, puis 475 le 28 décembre. Les garde-côtes grecs annoncent 432 évacués, le Ministère des Infrastructures et des Transports italien, 427 survivants dont 56 membres d'équipage. De plus, un responsable des garde-côtes italiens précise qu'environ 80 personnes secourues ne sont pas sur la liste des passagers.
Au total, il y a 371 rescapés, dont 234 Grecs, 54 Turcs, 22 Albanais, 22 Italiens, 10 Helvétiques et 9 Français. Le 2 janvier 2015, le nombre de personnes secourues est de 477 passagers et membres d'équipage.

## Le sauvetage

### L'intervention des secours
Douze hélicoptères de la Marine italienne, une quinzaine de vedettes dont 9 navires cargo et 2 avions ont porté secours aux victimes. Les garde-côtes grecs ont secouru 432 personnes et le ministère des Transports italien en annonce 427. Par ailleurs, 2 marins albanais d'un remorqueur d'assistance, ont trouvé la mort pendant cette intervention après la rupture d'un câble de remorquage. L'opération a duré 36 heures au total. Le bateau a été remorqué jusqu'au port italien de Brindisi.
L'incendie n'a été signalé comme éteint que le 11 janvier 2015.

## Bilan
Neuf victimes (trois passagers grecs, deux Italiens, deux Allemands, un Turc et un Géorgien) ont été récupérés et identifiés, tandis que  16 autres passagers (neuf Grecs, quatre Turcs, deux Italiens et un Allemand) et deux passagers clandestins syriens sont portés absents,,,,.
Deux marins du remorqueur albanais Iliria sont décédés le 30 décembre au cours d'un accident qui s'est produit pendant le remorquage de l'épave.
En date du 15 janvier, Le Monde indiquait les informations suivantes : « L'incendie aurait fait « probablement dix-huit disparus » en plus de 13 morts. ».
Lorsqu'on croise la liste définitive des passagers du navire, transmise par le gouvernement grec, avec celle des neuf morts identifiés et avec celle des personnes sauvées, il manque seize personnes à l'appel, a expliqué le parquet de Bari, cité par l'agence de presse AGI (Agenzia Giornalistica Italia).
Les familles de deux Syriens ont, en outre, signalé qu'elles pensaient que ces deux hommes s'étaient embarqués clandestinement sur le ferry, ce qui porte le nombre total de disparus, toujours provisoire, à dix-huit.